# 박소윤

## 학력
- 1995년~2000년 중앙대학교 신문방송학과 학사
- 2012년~2014년 중앙대학교 대학원 연극학과(수료)

## 출연

### 방송

#### 드라마
- 2020년 TvN 《방법》 - 회계실장 역
- 2020년 KBS 1TV 《기막힌 유산》 - 혜영 역
- 2020년 KBS 2TV 《오! 삼광빌라!》 - 사모님 역

### 영화
- 2004년 《꽃피는 봄이 오면》 - 병원 직원 역
- 2019년 《아내를 죽였다》 - 주민 2 역
- 2020년 《정직한 후보》 - 머니건 거리 아줌마 2 역
- 2020년 《69세》 - 수영장 회원 1 역
- 2020년 《남산의 부장들》 - 현해탕상사 여직원 역

### 공연

#### 연극
- 2013년 《단지 세상의 끝》
- 2014년 《피치》
- 2014년 《침수》
- 2015년 《불의얼굴》
- 2015년 《이해관계》
- 2015년 《영안실》
- 2015년 《양반전》
- 2016년 《바보를 찾는 7인의 등장인물》
- 2017년 《이 아이》
- 2017년 《합동수사팀 2》
- 2018년 《다 아는데 모르는 이야기》